# Strijktrio (Alwyn)
William Alwyn voltooide zijn enige Strijktrio naar eigen zeggen in 1962. Echter na zijn dood ontstond er discussie of het werk wel van dat jaar is. Anderen beweerden dat hij het al in 1959 klaar had liggen, maar dat het drie jaar duurde voordat het werd uitgevoerd. Alwyn zat compositietechnisch in de problemen; hij probeerde de twaalftoonstechniek uit. In het eerste deel is die reeks in zijn geheel te horen, in de latere delen komt het verbrokkeld terug. Naast die moderne compositietechniek greep Alwyn ook weer terug op standards uit de klassieke muziek zoals een canon.
De eerste uitvoering werd gegeven door The Ormonte Trio op 13 maart 1962; het werk werd in opdracht geschreven (of naar de opdracht toegeschreven) van South Western Arts Association.

## Delen
1. Allegro molto – Meno mosso – Tempo primo – Adagio
2. Molto vivace
3. Cavatina (Andante piu mosso)
4. Allegro ma non troppo – Andante espressivo

De componist: het eerste deel begint energiek en bevat de complete twaalftoonsreeks, na een vrij ritmisch begin sterft het deel in pianissimo uit. Het tweede deel, het scherzo is meer uitgesproken en bevat een samentrekking van de reeks tot vijf tonen. Stierf het eerste deel in stilte, dit bevat een fortissimogedeelte, maar eindigt ook in stilte. Deel drie is het serieuze deel, dat een langzame opbouw naar een climax (qua dynamiek) kent, maar het eindigt even traag als het begon. Deel vier is de finale met een pittig tempo; in het coda komt de complete reeks terug en het werk eindigt rustig.

## Discografie
- Uitgave Chandos; Quartet of London in een opname van maart 1985 (dateert het 1962)
- Uitgave Naxos: Hermitage String Trio in een opname van oktober 2009 (dateert het 1959)